# InfoElles
InfoElles est un média en ligne créé en 2021 par Alice Djiba, journaliste et militante des droits Humains, des femmes et filles,.

## Activités
InfoElles promeut les droits humains des femmes et des filles en utilisant les moyens de communication. InfoElles utilise les médias pour amplifier la voix et les actions des femmes, des filles et des personnes vulnérables. La plateforme veut accroître la représentation et la représentativité des femmes dans les contenus médiatiques mais également dans les organes de gouvernance des médias.

## Thématiques abordées
InfoElles intervient autour de six axes stratégiques : droits et VBG, santé sexuelle et reproductive, développement durable, leadership féminin, entrepreneuriat et la masculinité positive.

## Distinction
InfoElles a été primé à l’édition 2024 du Prix francophone de l’innovation dans les médiass,,,, organisé par Reporters sans frontières (RSF), l’Organisation internationale de la Francophonie (OIF) et France Médias Monde (FMM). Les résultats de cette huitième édition ont été annoncés le 4 octobre, lors d’une émission spéciale enregistrée au Village de la Francophonie à Paris en France, en marge du XIXe Sommet de la Francophonie. Les noms des 3 lauréats ont été InfoElles qui a reçu le 3e prix d’un montant de 5 000 euros, UnPointCinq (un média québécois de solution face au changement climatique) qui a été classé deuxième avec un montant de 10 000 euros et Balobaki Check (un média de “fact checking” de la République démocratique du Congo (RDC)) qui a reçu le 1er prix d’un montant de 15 000 euros.